# Smelser (Wisconsin)
Die Town of Smelser ist eine von 33 Towns im Grant County im US-amerikanischen Bundesstaat Wisconsin. Im Jahr 2010 hatte die Town of Smelser 794 Einwohner.
Town hat in Wisconsin eine grundlegend andere Bedeutung, als im übrigen englischsprachigen Bereich. Vielmehr entspricht sie den in den anderen US-Bundesstaaten üblichen Townships, die nach dem County die nächstkleinere Verwaltungseinheit bilden.

## Geografie
Die Town of Smelser liegt im Südwesten Wisconsins, rund 20 km westlich des Mississippi, der die Grenze zu Iowa bildet. Die Grenze zu Illinois befindet sich rund 15 km südlich. Im äußersten Südosten umfasst die Town teilweise die Kleinstadt Cuba City, die aber nicht der Town angehört.
Die geografischen Koordinaten des Zentrums der Town of Smelser sind 42°38′24″ nördlicher Breite und 90°29′28″ westlicher Länge. Sie erstreckt sich über eine Fläche von 90,9 km².
Die Town of Smelser liegt im Südosten des Grant County und grenzt an folgende Nachbartowns:
| Town of Harrison  | Town of Platteville                         | Town of Elk Grove (Lafayette County) |
| Town of Paris     | Kompassrose, die auf Nachbargemeinden zeigt |                                      |
| Town of Jamestown | Town of Hazel Green                         | Town of Benton (Lafayette County)    |

## Verkehr
Der Wisconsin State Highways 80 verläuft in Nord-Süd-Richtung durch die Town of Smelser. Durch den Süden verläuft in West-Ost-Richtung der County Highway H. Alle weiteren Straßen sind untergeordnete Landstraßen oder teils unbefestigte Fahrwege.
Mit dem Platteville Municipal Airport befindet sich wenige hundert Meter hinter der nordöstlichen Grenze der Town ein kleiner Flugplatz. Der nächste größere Flughafen ist der Dane County Regional Airport in Wisconsins Hauptstadt Madison (rund 130 km ostnordöstlich).

## Bevölkerung
Nach der Volkszählung im Jahr 2010 lebten in der Town of Smelser 794 Menschen in 301 Haushalten. Die Bevölkerungsdichte betrug 8,7 Einwohner pro Quadratkilometer. In den 301 Haushalten lebten statistisch je 2,64 Personen.
Ethnisch betrachtet setzte sich die Bevölkerung zusammen aus 98,6 Prozent Weißen, 0,6 Prozent Afroamerikanern, 0,1 Prozent Asiaten sowie 0,1 Prozent aus anderen ethnischen Gruppen; 0,5 Prozent stammten von zwei oder mehr Ethnien ab. Unabhängig von der ethnischen Zugehörigkeit waren 0,3 Prozent der Bevölkerung spanischer oder lateinamerikanischer Abstammung.
24,2 Prozent der Bevölkerung waren unter 18 Jahre alt, 60,8 Prozent waren zwischen 18 und 64 und 15,0 Prozent waren 65 Jahre oder älter. 47,5 Prozent der Bevölkerung war weiblich.
Das mittlere jährliche Einkommen eines Haushalts lag bei 61.607 USD. Das Pro-Kopf-Einkommen betrug 25.587 USD. 8,0 Prozent der Einwohner lebten unterhalb der Armutsgrenze.

## Ortschaften in der Town of Smelser
Neben Streubesiedlung gibt es folgende gemeindefreie Siedlungen:
- Bigpatch
- Elmo
- Georgetown